# Chrysomantis
Chrysomantis es un género de mantis de la familia Hymenopodidae. Son nativas de África y comprende las siguientes especies:
- Chrysomantis cachani
- Chrysomantis centralis
- Chrysomantis cervoides
- Chrysomantis congica
- Chrysomantis girardi
- Chrysomantis royi
- Chrysomantis speciosa
- Chrysomantis tristis